# Philipp Klingmann
Philipp Klingmann (Heidelberg, 22 aprile 1988) è un ex calciatore tedesco, di ruolo difensore.

## Caratteristiche tecniche
È un terzino destro.

## Palmarès

### Club

#### Competizioni nazionali
- 3. Liga: 1

Karlsruhe: 2012-2013